# John J. Gumperz
John Joseph Gumperz (geboren als Hans-Josef Gumperz am 9. Januar 1922 in Hattingen, gestorben am 29. März 2013 in Santa Barbara) war ein US-amerikanischer Linguist und Anthropologe. Er gilt als einer der Begründer und wichtigsten Vertreter der Soziolinguistik. 

## Leben
Gumperz wurde 1922 in Hattingen (Nordrhein-Westfalen) geboren. Aufgrund seiner jüdischen Abstammung war ihm der Besuch einer weiterführenden Schule untersagt, weshalb seine Eltern ihn für seinen weiteren Bildungsweg zunächst nach Italien schickten. Später emigrierte er in die Niederlande und 1939 in die USA. Dort amerikanisierte er seinen deutschen Vornamen und diente im US-Militär. 1947 erwarb er einen Bachelor-Abschluss in Chemie an der University of Cincinnati und arbeitete anschließend in dem Fach an der University of Michigan. Sein Interesse galt jedoch fortan der Linguistik. Er wurde 1954 mit einer Feldstudie über die Sprachvarietät schwäbischer Einwanderer in Michigan promoviert.
Einem Forschungsaufenthalt in Indien (1954–1956) folgte eine Anstellung an der University of California (Berkeley). 1964 wurde er dort Leiter des Language Behaviour Research Laboratory und 1965 Professor für Anthropologie. 1991 wurde Gumperz in die American Academy of Arts and Sciences gewählt.
Gumperz war in zweiter Ehe mit der Erziehungswissenschaftlerin Jenny Cook-Gumperz, Professorin an der University of California in Santa Barbara, verheiratet.

## Wirken
Gumperz gilt als einer der renommiertesten Soziolinguisten und linguistischen Anthropologen. Der Schwerpunkt seines Schaffens lag in der Diskursanalyse, insbesondere in der Interaktionalen Soziolinguistik. Neben Charles A. Ferguson, Joshua Fishman, Basil Bernstein, William Labov und Dell Hymes wird er als „Gründungsvater der Soziolinguistik“ bezeichnet. In seiner Forschung verknüpfte er linguistische und ethnographische empirische Forschung mit sozialer Theorie.

### Code-Switching
Gumperz lieferte grundlegende Erkenntnisse zu kontaktlinguistischen Themenfeldern wie dem Code-Switching. Er untersuchte vor allem Mehrsprachigkeits- und Sprachkontaktsituationen. Dabei legte er sein Augenmerk auch auf die Prosodie.

### Kontextualisierung
Nach Gumperz und Cook-Gumperz lassen sich Sprache und sozialer Kontext nicht voneinander trennen. Dem Wissen über Kontexte, kommunikative Stile und Netzwerke kommt eine fundamentale Bedeutung für eine erfolgreiche Kommunikation zu. Gumperz führte den Begriff der Kontextualisierungshinweise (Contextualization Cues) ein. Dabei handelt es sich um sprachliche und nicht-sprachliche (z. B. Dialekt, Wortwahl, Prosodie) Elemente, die als Hintergrundwissen zum Kontext abgerufen werden können, sofern sie den Gesprächspartnern bekannt sind. Diese Theorie wurde später von Peter Auer um weitere nicht-sprachliche Elemente (z. B. Lautstärke, Pausen, Blickverhalten, Rollenzuschreibungen) erweitert.

### Ethnographie des Sprechens
Gemeinsam mit Dell Hymes entwickelte er die Methode der Ethnographie des Sprechens (heute bezeichnet als Ethnographie der Kommunikation), mit der aus dem Sprachgebrauch soziale Organisationsstrukturen und Normen abgeleitet werden. Zudem entwickelte er eine stark beachtete These zum Zusammenhang von sprachlicher Vielfalt und sozialer Schichtung (Stratifikation); so beobachtete er zum Beispiel, dass die soziale Identität im indischen Kastensystem durch die Verwendung von Sprache markiert wird.

## Publikationen (Auswahl)
- Directions in Sociolinguistics. The Ethnography of Communication (mit Dell Hymes). Holt, Rinehart & Winston, New York 1972, ISBN 0-631-14987-2.
- Discourse Strategies. Cambridge University Press, Cambridge 1982, ISBN  0-521-28896-7.
- Language and Social Identity. Cambridge University Press, Cambridge 1982, ISBN 0-521-28897-5.
- Rethinking Linguistic Relativity (mit Stephen Levinson). In: Current Anthropology, 32, 5 (1991), S. 613–623.

### Auf Deutsch
- Sprache, lokale Kultur und soziale Identität. Theoretische Beiträge und Fallstudien. Hrsg. Heinz Göhring, übers. von Ursula Christmann und Angelika Kraft. Pädagogischer Verlag Schwann, Düsseldorf 1975, ISBN 3-590-14148-4.